# Breathless (Bombadil)
Breathless is een nummer dat samen met When the city sleeps in oktober 1972 als single door Bombadil werd uitgebracht via Harvest Records (HAR 5056).
Achteraf gezien was dit de enige release van die band, die (ook achteraf gezien) nimmer heeft bestaan. Bij de heruitgave van het studioalbum Baby James Harvest (1973; heruitgave 2002) van Barclay James Harvest (BJH) werden de twee nummers meegeperst. Zij bleek erachter te zitten. De uitgifte van de single vond plaats om BJH als singleband in de hitparades te krijgen, zodat de band er  financieel beter op zou staan. Eerdere pogingen met bijvoorbeeld I'm over you (los uitgebracht) en Thank you mislukten, net als bij de opvolger Rock and roll woman.
Breathless werd toegewezen aan componist Terry Bull, staande voor John Lees en Woolly Wolstenholme. Het nummer is geschreven in de glamrockstijl, destijds fameus gemaakt door David Bowie, Chicory Tip en Gary Glitter. When the city sleeps (over een verlaten stad) werd geschreven door Lester Forest, zijnde Wolstenholme. BJH deed er slechts voor de helft aan mee, Wolstenholme speelde toetsen en zong, Mel Pritchard speelde tamboerijn en Eric Stewart van 10cc speelde basgitaar. De enige naam die richting BJH wees was die van Nick Mobbs, muziekproducent bij EMI Music, distributeur van Harvest.
Door gebruik te maken van een pseudoniem bleef de reputatie van BJH als werkend binnen de progressieve rock intact. Het hielp natuurlijk ook mee dat ook dit plaatje geen hit werd.